# 9lives
9lives is een voormalige Belgische (Nederlandstalige) website over computerspellen, onder het beheer van Telenet. De website werd in 2001 opgericht als games.telenet.be en kreeg in 2004 een naamsverandering. De website bevatte nieuws, recensies, previews en video's. 9lives had ook een wedstrijdpagina en een uitgebreid forum. In 2012 waren er circa 37.000 dagelijkse bezoekers.
Eigenaar Telenet liet weten dat het forum op 31 januari 2021 afgesloten zou worden.

## Geschiedenis
Met de opkomst van Telenet en het daarbij horende breedbandinternet ging het bedrijf op zoek naar diverse doelgroepen. Een van die doelgroepen waren gamers die op zoek waren naar een snelle en betrouwbare manier om online te kunnen gamen, zonder hun vaste telefoonlijn bezet te houden.
Op 21 april 2001 lanceerde Telenet de website games.telenet.be, een online forum waar gamers, door gebruik te maken van Telenets eigen breedbandinternet, snel updates en demo's konden downloaden. Men kon op het forum terecht over een beperkt aantal games en/of servers huren om online te gamen. Op deze servers kon men onder andere de spellen Unreal Tournament, Quake III, Half-Life, Medal of Honor en andere games spelen.
In 2004 werd games.telenet.be een nieuw merk. Via een wedstrijd die werd uitgeschreven op de site konden de bezoekers zelf een nieuwe naam en een nieuw logo voorstellen. De winnende naam werd 9lives met een kattenhoofdlogo. De layout van de website werd aangepast, de redactie werd uitgebreid en het aanbod content werd groter.
Tussen 2009 en 2011 werd de website beheerd door GUNKtv, Telenets eigen digitale zender met de focus op games, programma's voor jongvolwassenen en muziek. Na het stopzetten van GUNKtv in 2011 kwam de website weer onder Telenets vleugels terecht, tot het einde in januari 2021. Na de honderdste editie van het spelblad GUNKMagazine werden alle activiteiten van GUNK overgebracht naar het 9lives-platform.
9lives bleek in 2014 gekraakt te zijn, waarbij gegevens van ruim 100.000 gebruikers zijn gelekt. De website was drie weken offline om het probleem op te lossen.